# Generación beat
Generación beat (del inglés Beat Generation) se refiere a un grupo de escritores estadounidenses de la década de los cincuenta, así como al fenómeno cultural sobre el cual escribieron. Algunos elementos definitorios son el rechazo a los valores estadounidenses clásicos, el uso de drogas, una gran libertad sexual y el estudio de la filosofía oriental. Esta nueva forma de ver las cosas dejó su principal influencia y legado en la posterior contracultura o movimiento hippie.
Sus obras principales son Aullido de Allen Ginsberg (1956), En el camino de Jack Kerouac (1957) y El almuerzo desnudo de William S. Burroughs (1959). Recientemente se ha publicado en español Cartas, correspondencia mantenida durante años entre Ginsberg y Kerouac.

## Historia
Se conoce como Beat Generation a un movimiento literario formado por un grupo de amigos que desde mediados de los años cuarenta habían trabajado juntos escribiendo poesía y prosa, y que compartían una idea de cultura y aficiones o fuentes de inspiración similares, tales como el jazz.
El grupo inicial fue formado por Lucien Carr, Allen Ginsberg, William Burroughs y Jack Kerouac, los cuales se conocieron en la Universidad de Columbia (Nueva York), los últimos tres actualmente conocidos como el trío básico de dicha generación; posteriormente se unirían Neal Cassady (Icono de la Generación), Herbert Huncke, John Clellon Holmes. En 1948 se unieron Carl Solomon y Philip Lamantia, en 1950 Gregory Corso y en 1954 Lawrence Ferlinghetti y Peter Orlovsky.
La  comunidad de amigos y escritores surge durante una conversación entre Jack Kerouac y John Clellon Holmes en 1948, en la que Kerouac recuerda haber oído la expresión de Herbert Huncke, un conocido personaje de la época de vida marginal. La intención de sus miembros no era la de nombrarla, sino la de "desnombrarla". A la difusión del término también contribuyó que a finales de 1952 apareciera en el New York Times Magazine un artículo de John Clellon Holmes titulado "This is the Beat Generation".
Pero el término comenzó a utilizarse de forma tan asidua que en 1959 Kerouac consideró necesario sugerir otro sentido a la palabra beat, indicando sus relaciones con "beatitud" ("upbeat") y "beatífico". Según el autor, el movimiento estaba atraído por la naturaleza de la conciencia orientada a la comprensión del pensamiento oriental, prácticas de meditación, etc.
Como reacción y con la intención de parodiar y desprestigiar el movimiento beat, en 1958 apareció el término "beatnik", producto de la fusión de las palabras "beat" y "Sputnik", sugiriendo una condición antiestadounidense y comunista del movimiento beat.
Allen Ginsberg, uno de sus integrantes más famosos, observaba en el prólogo al libro The Beat Book, editado por Anne Waldman y Andrew Schelling, otro posible significado: "acabado", "completo", en la noche oscura del alma o en la nube del no saber. E incluso "abierto", en el sentido whitmaniano de "apertura a la humildad".
Entre la generación beat encontramos numerosas escritoras, muchas de ellas fueron tratadas con gran dureza por la sociedad estadounidense de esa época. El discurso transgresor y libertario del movimiento, temas como la libertad sexual y las adicciones, puestas en boca de una mujer, chocaba de frente con el conservadurismo moral del país, haciéndose más evidente en el caso de las mujeres. Si poetas beat como Allen Ginsberg eran tratados con rudeza por las autoridades, la represión social llegó en las poetisas al extremo de que algunas de ellas fueron internadas en hospitales psiquiátricos por sus familiares y tratadas con electrochoques. Hubo también muertes trágicas como la de Elise Cowen, que se suicidó arrojándose de la ventana del apartamento de sus padres, o Joan Vollmer Adams, víctima accidental de un balazo de su esposo William Burroughs.
Entre las poetisas beat más importantes se encuentran Diane di Prima, Ruth Weiss, Diane Wakoski, Leonore Kandel, Marge Piercy, Denise Levertov, y Elise Cowen.

## Influencia cultural
Su estética fue absorbida por la cultura de masas y por la clase media hacia finales de los años cincuenta y principios de los sesenta. En el camino, por ejemplo, se convirtió en una obra de culto de la juventud. 
Su canto a la liberación espiritual derivó hacia una liberación sexual que hizo de catalizador en los movimientos de liberación de la mujer y de los negros, el ascenso de la contracultura hippie e indirectamente a la liberación de los homosexuales.
También influyó a un gran número de personajes de la cultura estadounidense, americanos y hasta ingleses; en especial a músicos como Bob Dylan, Tom Waits, Tuli Kupferberg, Ian Curtis, Jim Morrison, Arthur Lee, Janis Joplin, Patti Smith, entre otros.
En el LP "In My Tribe" 10,000 Maniacs en la pista 2 entrega "Hey Jack Kerouac" escrita por Robert Buck & Natalie Merchant. La versión de 1993 de MTV Unplugged le da un color distinto y cálido al poeta Beat.
En 1982 King Crimson entrega "Beat", que de acuerdo a Trouser Press Record Guide, el álbum se enfoca en el 25 aniversario del libro "On The Road" de Jack Kerouac, el álbum hace distintas referencias a la generación "Beat".
-Neal, Jack & Me, es la más clara referencia a los poetas "Beat".
-"Heartbeat" hace referencia a las experiencias que la esposa de Neal Cassady, Carolyn con los "Beats".
-"Sartori in Tangier" toma su título de "Satori In Paris" así como la ciudad de Tánger en Marruecos donde varios de los "Beats" residían.